# Bernardino Genga

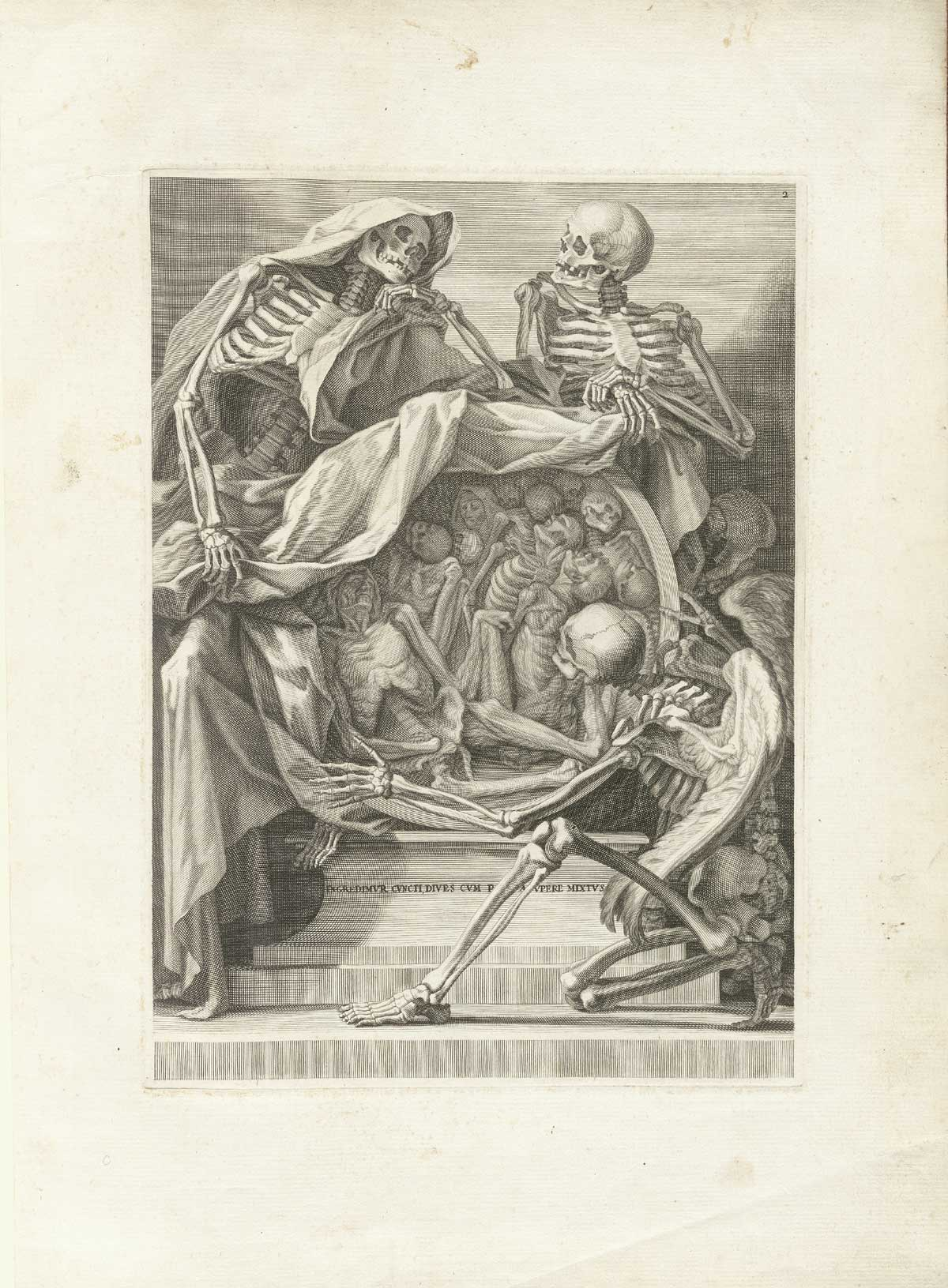
L'œuvre de Bernardino Genga, Anatomia per Uso et Intelligenza del Disegno.

Bernardino Genga (né en 1620 à Mondolfo dans le duché d'Urbin et mort en 1690 à Rome) est un médecin italien du XVIIe siècle, auteur du premier ouvrage consacré entièrement à l'anatomie chirurgicale.

## Biographie
Bernardino Genga pratiquait la chirurgie à l'arcispedale Santo Spirito in Saxia à Rome. C'était un étudiant des textes de médecine classique, et il publia de nombreux travaux d'Hippocrate. Il était également très intéressé par la préparation des spécimens anatomiques, ainsi que par l'anatomie des anciennes sculptures grec et romaine. Ces centres d'intérêt le menèrent à l'Académie de France à Rome, où il enseigna l'anatomie aux artistes.
En 1672, il publia son œuvre, Anatomia Chirurgica, un livre destiné aux chirurgiens et qui connut de nombreuses rééditions. Un an après sa mort fut publié Anatomia per Uso et Intelligenza del Disegno, qui montre ses préparations anatomiques, peintes par l'artiste Charles Errard (1606-1689), directeur de l'Accademia, et probablement gravées par François Andriot (mort en 1704). Giovanni Maria Lancisi (1654-1720), le médecin du Pape, publia ce travail et en fournit la plupart des commentaires.
Anatomia per Uso et Intelligenza del Disegno est constitué de 59 plaques de cuivre, contenant du texte et des illustrations imprimés sur une seule face. Les 23 premières plaques ont pour thème l'ostéologie et la myologie, avec des dessins des préparations anatomiques de Genga. Les pages suivantes sont des représentations des statues antiques vues sous différents angles, avec notamment Farnese Hercules, le Groupe du Laocoon (sans ses fils), le Gladiateur Borghèse, le Faune Borghèse, la Vénus de Médicis, le Tireur d'épine, et la Amazon of the House of Cesi. Une traduction anglaise est parue à Londres en 1723 sous le titre Anatomy Improv'd.

### Sources
- Adaptée du texte dans le domaine public se trouvant sur Bernardino Genga Biography. Historical Anatomies on the Web. US National Library of Medicine.

## Source de traduction
- (en) Cet article est partiellement ou en totalité issu de l’article de Wikipédia en anglais intitulé « Bernardino Genga » (voir la liste des auteurs).